# غواصة يو بي-39
يو بي-39 غواصة ألمانية من فئة يو بي2 خدمت في البحرية الإمبراطورية الألمانية خلال الحرب العالمية الأولى. تم طلب الغواصة في 22 يوليو 1915 وتم إطلاقها في 28 ديسمبر 1915. تم تكليفها في البحرية الإمبراطورية الألمانية في 29 أبريل 1916 باسم يو بي-38.
أغرقت الغواصة 93 سفينة في 14 دورية. ضربه لغم وغرقت في القناة الإنجليزية في 17 مايو 1917.